# Single numer jeden w roku 2022 (Rosja)
Notowania City & Country Radio Hits, City & Country YouTube Hits oraz City & Country Radio & YouTube Hits publikowane i kompletowane są przez portal internetowy Tophit w oparciu o cotygodniowe wyniki odtworzeń w stacjach radiowych w Rosji. Poniżej znajduje się tabela prezentująca najpopularniejsze single na wybranych listach w danych tygodniach w roku 2022.
W 2022 osiem utworów różnych artystów osiągnęło szczyt rosyjskiego notowania Tophit Radio Hits, licząc utwór „Nocz sczastliwych nadeżd” Larisy Doliny, Nikołaja Baskowa, Dima Biłana, Julianny Karaulowej i Chóru Akademii Igora Krutojego, który już pod koniec 2021 dwukrotnie znalazł się na pierwszym miejscu listy.
W przypadku listy Tophit YouTube Hits szczyt osiągnęło szesnaście utworów w wykonaniu różnych artystów, w tym również utwór „Solnce Monako” Lusi Czebotiny, który już pod koniec 2021 siedmiokrotnie znalazł się na pierwszym miejscu listy.
Na liście Tophit All Media Hits szczyt osiągnęło osiem singli w wykonaniu różnych artystów, licząc także utwory „Solnce Monako” Lusi Czebotiny i „Nocz sczastliwych nadeżd” w wykonaniu Larisy Doliny, Nikołaja Baskowa, Dima Biłana, Julianny Karaulowej i Chóru Akademii Igora Krutojego, które już w grudniu okupowały listę.

## Historia notowania
| Data publikacji | Radio Hits                 | Radio Hits                                                                                   | Radio Hits      | Radio Hits | YouTube Hits           | YouTube Hits                 | YouTube Hits    | YouTube Hits | All Media Hits             | All Media Hits                                                                               | All Media Hits     | All Media Hits |
| Data publikacji | Tytuł                      | Artysta                                                                                      | Ilość odtworzeń | Źr.        | Tytuł                  | Artysta                      | Ilość odtworzeń | Źr.          | Tytuł                      | Artysta                                                                                      | Ilość odtworzeń    | Źr.            |
| --------------- | -------------------------- | -------------------------------------------------------------------------------------------- | --------------- | ---------- | ---------------------- | ---------------------------- | --------------- | ------------ | -------------------------- | -------------------------------------------------------------------------------------------- | ------------------ | -------------- |
| 7 stycznia      | „Nocz sczastliwych nadeżd” | Larisa Dolina, Nikołaj Baskow, Dima Biłan, Julianna Karaulowa, Chór Akademii Igora Krutojego | 157 429         | [ 6 ]      | „Solnce Monako”        | Lusia Czebotina              | 2 590 854       | [ 7 ]        | „Nocz sczastliwych nadeżd” | Larisa Dolina, Nikołaj Baskow, Dima Biłan, Julianna Karaulowa, Chór Akademii Igora Krutojego | 157 429 / b.d.     | [ 8 ]          |
| 14 stycznia     | „Up”                       | Inna                                                                                         | 47 222          | [ 9 ]      | „Poczemu?”             | Morgenshtern                 | 4 040 692       | [ 10 ]       | „Solnce Monako”            | Lusia Czebotina                                                                              | 32 028 / 2 647 885 | [ 11 ]         |
| 21 stycznia     | „Up”                       | Inna                                                                                         | 42 025          | [ 12 ]     | „Golowy na zawtrak”    | Kompot                       | 2 798 740       | [ 13 ]       | „Solnce Monako”            | Lusia Czebotina                                                                              | 36 551 / 2 647 885 | [ 14 ]         |
| 28 stycznia     | „Not About Us”             | Alis Shuka                                                                                   | 43 463          | [ 15 ]     | „Solnce Monako”        | Lusia Czebotina              | 2 609 149       | [ 16 ]       | „Solnce Monako”            | Lusia Czebotina                                                                              | 38 016 / 2 609 149 | [ 17 ]         |
| 4 lutego        | „Not About Us”             | Alis Shuka                                                                                   | 42 903          | [ 18 ]     | „Malinowa’ja lada”     | Gayazovs Brothers            | 2 691 240       | [ 19 ]       | „Solnce Monako”            | Lusia Czebotina                                                                              | 40 281 / 2 529 506 | [ 20 ]         |
| 11 lutego       | „Up”                       | Inna                                                                                         | 46 096          | [ 21 ]     | „Malinowa’ja lada”     | Gayazovs Brothers            | 2 954 731       | [ 22 ]       | „Solnce Monako”            | Lusia Czebotina                                                                              | 38 586 / 2 528 564 | [ 23 ]         |
| 18 lutego       | „Alien”                    | Galantis, Lucas & Steve, gościnnie: Ilira                                                    | 44 637          | [ 24 ]     | „Malinowa’ja lada”     | Gayazovs Brothers            | 3 748 512       | [ 25 ]       | „Solnce Monako”            | Lusia Czebotina                                                                              | 37 024 / 2 684 128 | [ 26 ]         |
| 25 lutego       | „Up”                       | Inna                                                                                         | 44 586          | [ 27 ]     | „Malinowa’ja lada”     | Gayazovs Brothers            | 3 293 525       | [ 28 ]       | „Solnce Monako”            | Lusia Czebotina                                                                              | 33 891 / 2 684 128 | [ 29 ]         |
| 4 marca         | „Up”                       | Inna                                                                                         | 47 468          | [ 30 ]     | „Malinowa’ja lada”     | Gayazovs Brothers            | 4 514 652       | [ 31 ]       | „Solnce Monako”            | Lusia Czebotina                                                                              | 29 057 / 2 617 840 | [ 32 ]         |
| 11 marca        | „Up”                       | Inna                                                                                         | 46 502          | [ 33 ]     | „Malinowa’ja lada”     | Gayazovs Brothers            | 4 428 229       | [ 34 ]       | „Up”                       | Inna                                                                                         | 46 502 / 518 244   | [ 35 ]         |
| 18 marca        | „Not About Us”             | Alis Shuka                                                                                   | 42 719          | [ 36 ]     | „Malinowa’ja lada”     | Gayazovs Brothers            | 4 658 608       | [ 37 ]       | „Malinowa’ja lada”         | Gayazovs Brothers                                                                            | 3 319 / 4 658 608  | [ 38 ]         |
| 25 marca        | „Up”                       | Inna                                                                                         | 48 502          | [ 39 ]     | „Malinowa’ja lada”     | Gayazovs Brothers            | 4 400 590       | [ 40 ]       | „Up”                       | Inna                                                                                         | 48 502 / 504 125   | [ 41 ]         |
| 1 kwietnia      | „Up”                       | Inna                                                                                         | 49 341          | [ 42 ]     | „Malinowa’ja lada”     | Gayazovs Brothers            | 3 940 953       | [ 43 ]       | „Solnce Monako”            | Lusia Czebotina                                                                              | 29 961 / 2 275 586 | [ 44 ]         |
| 8 kwietnia      | „Not About Us”             | Alis Shuka                                                                                   | 40 868          | [ 45 ]     | „Malinowa’ja lada”     | Gayazovs Brothers            | 3 797 810       | [ 46 ]       | „Garmoni’ja”               | Artik & Asti                                                                                 | 36 512 / 1 132 312 | [ 47 ]         |
| 15 kwietnia     | „Not About Us”             | Alis Shuka                                                                                   | 40 445          | [ 48 ]     | „Malinowa’ja lada”     | Gayazovs Brothers            | 3 673 565       | [ 49 ]       | „Garmoni’ja”               | Artik & Asti                                                                                 | 32 792 / 1 114 293 | [ 50 ]         |
| 22 kwietnia     | „Not About Us”             | Alis Shuka                                                                                   | 40 815          | [ 51 ]     | „Malinowa’ja lada”     | Gayazovs Brothers            | 3 558 133       | [ 52 ]       | „Malinowa’ja lada”         | Gayazovs Brothers                                                                            | 6 539 / 3 558 133  | [ 53 ]         |
| 29 kwietnia     | „Hallucination”            | Regard, Years & Years                                                                        | 45 286          | [ 54 ]     | „Malinowa’ja lada”     | Gayazovs Brothers            | 3 902 022       | [ 55 ]       | „Malinowa’ja lada”         | Gayazovs Brothers                                                                            | 10 098 / 3902 022  | [ 56 ]         |
| 6 maja          | „Hallucination”            | Regard, Years & Years                                                                        | 47 629          | [ 57 ]     | „Malinowa’ja lada”     | Gayazovs Brothers            | 3 714 175       | [ 58 ]       | „Malinowa’ja lada”         | Gayazovs Brothers                                                                            | 10 610 / 3 714 175 | [ 59 ]         |
| 13 maja         | „Hallucination”            | Regard, Years & Years                                                                        | 45 430          | [ 60 ]     | „Malinowa’ja lada”     | Gayazovs Brothers            | 3 443 009       | [ 61 ]       | „Malinowa’ja lada”         | Gayazovs Brothers                                                                            | 8 716 / 3 443 009  | [ 62 ]         |
| 20 maja         | „Shot a Friend”            | Holy Molly                                                                                   | 47 031          | [ 63 ]     | „Malinowa’ja lada”     | Gayazovs Brothers            | 3 654 230       | [ 64 ]       | „Shot a Friend”            | Holy Molly                                                                                   | 47 031 / b.d.      | [ 65 ]         |
| 27 maja         | „Hallucination”            | Regard, Years & Years                                                                        | 44 750          | [ 66 ]     | „Malinowa’ja lada”     | Gayazovs Brothers            | 3 832 135       | [ 67 ]       | „Malinowa’ja lada”         | Gayazovs Brothers                                                                            | 11 045 / 3 654 230 | [ 68 ]         |
| 3 czerwca       | „Shot a Friend”            | Holy Molly                                                                                   | 44 237          | [ 69 ]     | „Malinowa’ja lada”     | Gayazovs Brothers            | 3 712 341       | [ 70 ]       | „Malinowa’ja lada”         | Gayazovs Brothers                                                                            | 8 829 / 3 712 341  | [ 71 ]         |
| 10 czerwca      | „Hallucination”            | Regard, Years & Years                                                                        | 45 355          | [ 72 ]     | „Malinowa’ja lada”     | Gayazovs Brothers            | 3 785 475       | [ 73 ]       | „Malinowa’ja lada”         | Gayazovs Brothers                                                                            | 9 691 / 3 785 475  | [ 74 ]         |
| 17 czerwca      | „Hallucination”            | Regard, Years & Years                                                                        | 44 178          | [ 75 ]     | „Malinowa’ja lada”     | Gayazovs Brothers            | 3 872 179       | [ 76 ]       | „Malinowa’ja lada”         | Gayazovs Brothers                                                                            | 9 463 / 3 872 179  | [ 77 ]         |
| 24 czerwca      | „Hallucination”            | Regard, Years & Years                                                                        | 45 924          | [ 78 ]     | „Malinowa’ja lada”     | Gayazovs Brothers            | 3 345 397       | [ 79 ]       | „Malinowa’ja lada”         | Gayazovs Brothers                                                                            | 9 371 / 3 345 397  | [ 80 ]         |
| 1 lipca         | „In the Dark”              | Purple Disco Machine, Sophie and the Giants                                                  | 46 750          | [ 81 ]     | „Malinowa’ja lada”     | Gayazovs Brothers            | 3 192 477       | [ 82 ]       | „Po baram”                 | Anna Asti                                                                                    | 26 840 / 2 117 946 | [ 83 ]         |
| 8 lipca         | „In the Dark”              | Purple Disco Machine, Sophie and the Giants                                                  | 47 096          | [ 84 ]     | „Malinowa’ja lada”     | Gayazovs Brothers            | 3 131 190       | [ 85 ]       | „Po baram”                 | Anna Asti                                                                                    | 25 283 / 2 433 058 | [ 86 ]         |
| 15 lipca        | „In the Dark”              | Purple Disco Machine, Sophie and the Giants                                                  | 48 809          | [ 87 ]     | „Malinowa’ja lada”     | Gayazovs Brothers            | 3 079 999       | [ 88 ]       | „In the Dark”              | Purple Disco Machine, Sophie and the Giants                                                  | 48 809 / b.d.      | [ 89 ]         |
| 22 lipca        | „In the Dark”              | Purple Disco Machine, Sophie and the Giants                                                  | 47 517          | [ 90 ]     | „Ja russki”            | Shaman                       | 3 670 863       | [ 91 ]       | „In the Dark”              | Purple Disco Machine, Sophie and the Giants                                                  | 47 517 / b.d.      | [ 92 ]         |
| 29 lipca        | „In the Dark”              | Purple Disco Machine, Sophie and the Giants                                                  | 50 221          | [ 93 ]     | „Malinowa’ja lada”     | Gayazovs Brothers            | 2 874 521       | [ 94 ]       | „In the Dark”              | Purple Disco Machine, Sophie and the Giants                                                  | 50 221 / b.d.      | [ 95 ]         |
| 5 sierpnia      | „In the Dark”              | Purple Disco Machine, Sophie and the Giants                                                  | 45 716          | [ 96 ]     | „Malinowa’ja lada”     | Gayazovs Brothers            | 2 893 387       | [ 97 ]       | „In the Dark”              | Purple Disco Machine, Sophie and the Giants                                                  | 45 716 / b.d.      | [ 98 ]         |
| 12 sierpnia     | „In the Dark”              | Purple Disco Machine, Sophie and the Giants                                                  | 48 708          | [ 99 ]     | „Po baram”             | Anna Asti                    | 2 758 533       | [ 100 ]      | „In the Dark”              | Purple Disco Machine, Sophie and the Giants                                                  | 48 708 / b.d.      | [ 101 ]        |
| 19 sierpnia     | „In the Dark”              | Purple Disco Machine, Sophie and the Giants                                                  | 44 666          | [ 102 ]    | „Pink Venom”           | Blackpink                    | 3 985 475       | [ 103 ]      | „In the Dark”              | Purple Disco Machine, Sophie and the Giants                                                  | 44 666 / b.d.      | [ 104 ]        |
| 26 sierpnia     | „In the Dark”              | Purple Disco Machine, Sophie and the Giants                                                  | 47 745          | [ 105 ]    | „Po baram”             | Anna Asti                    | 2 944 476       | [ 106 ]      | „In the Dark”              | Purple Disco Machine, Sophie and the Giants                                                  | 47 745 / b.d.      | [ 107 ]        |
| 2 września      | „In the Dark”              | Purple Disco Machine, Sophie and the Giants                                                  | 48 666          | [ 108 ]    | „Jagoda malinka”       | Habib                        | 3 152 580       | [ 109 ]      | „In the Dark”              | Purple Disco Machine, Sophie and the Giants                                                  | 48 666 / b.d.      | [ 110 ]        |
| 9 września      | „In the Dark”              | Purple Disco Machine, Sophie and the Giants                                                  | 46 700          | [ 111 ]    | „Po baram”             | Anna Asti                    | 2 913 068       | [ 112 ]      | „Po baram”                 | Anna Asti                                                                                    | 29 077 / 2 913 068 | [ 113 ]        |
| 16 września     | „In the Dark”              | Purple Disco Machine, Sophie and the Giants                                                  | 44 890          | [ 114 ]    | „Po baram”             | Anna Asti                    | 2 885 828       | [ 115 ]      | „Po baram”                 | Anna Asti                                                                                    | 17 383 / 2 885 828 | [ 116 ]        |
| 23 września     | „In the Dark”              | Purple Disco Machine, Sophie and the Giants                                                  | 47 467          | [ 117 ]    | „Po baram”             | Anna Asti                    | 2 516 204       | [ 118 ]      | „In the Dark”              | Purple Disco Machine, Sophie and the Giants                                                  | 47 467 / b.d.      | [ 119 ]        |
| 30 września     | „In the Dark”              | Purple Disco Machine, Sophie and the Giants                                                  | 48 096          | [ 120 ]    | „Po baram”             | Anna Asti                    | 2 765 622       | [ 121 ]      | „In the Dark”              | Purple Disco Machine, Sophie and the Giants                                                  | 48 096 / b.d.      | [ 122 ]        |
| 7 października  | „In the Dark”              | Purple Disco Machine, Sophie and the Giants                                                  | 47 985          | [ 123 ]    | „Po baram”             | Anna Asti                    | 2 760 421       | [ 124 ]      | „In the Dark”              | Purple Disco Machine, Sophie and the Giants                                                  | 47 985 / b.d.      | [ 125 ]        |
| 14 października | „In the Dark”              | Purple Disco Machine, Sophie and the Giants                                                  | 49 016          | [ 126 ]    | „Po baram”             | Anna Asti                    | 2 472 255       | [ 127 ]      | „In the Dark”              | Purple Disco Machine, Sophie and the Giants                                                  | 49 016 / b.d.      | [ 128 ]        |
| 21 października | „In the Dark”              | Purple Disco Machine, Sophie and the Giants                                                  | 49 377          | [ 129 ]    | „Po baram”             | Anna Asti                    | 2 595 302       | [ 130 ]      | „In the Dark”              | Purple Disco Machine, Sophie and the Giants                                                  | 49 377 / b.d.      | [ 131 ]        |
| 28 października | „In the Dark”              | Purple Disco Machine, Sophie and the Giants                                                  | 47 915          | [ 132 ]    | „LP”                   | Milana Hametova, Milana Star | 2 922 944       | [ 133 ]      | „In the Dark”              | Purple Disco Machine, Sophie and the Giants                                                  | 47 915 / b.d.      | [ 134 ]        |
| 4 listopada     | „In the Dark”              | Purple Disco Machine, Sophie and the Giants                                                  | 47 562          | [ 135 ]    | „Wstanem”              | Shaman                       | 4 110 792       | [ 136 ]      | „In the Dark”              | Purple Disco Machine, Sophie and the Giants                                                  | 47 562 / b.d.      | [ 137 ]        |
| 11 listopada    | „In the Dark”              | Purple Disco Machine, Sophie and the Giants                                                  | 48 075          | [ 138 ]    | „Ja ubil Marka”        | Morgenshtern                 | 2 954 589       | [ 139 ]      | „In the Dark”              | Purple Disco Machine, Sophie and the Giants                                                  | 48 075 / b.d.      | [ 140 ]        |
| 18 listopada    | „In the Dark”              | Purple Disco Machine, Sophie and the Giants                                                  | 45 985          | [ 141 ]    | „Double Cup”           | Morgenshtern, Kizaru         | 3 162 666       | [ 142 ]      | „In the Dark”              | Purple Disco Machine, Sophie and the Giants                                                  | 45 985 / b.d.      | [ 143 ]        |
| 25 listopada    | „In the Dark”              | Purple Disco Machine, Sophie and the Giants                                                  | 44 920          | [ 144 ]    | „Menja dwa”            | Biskas                       | 2 906 476       | [ 145 ]      | „In the Dark”              | Purple Disco Machine, Sophie and the Giants                                                  | 44 920 / b.d.      | [ 146 ]        |
| 2 grudnia       | „In the Dark”              | Purple Disco Machine, Sophie and the Giants                                                  | 45 076          | [ 147 ]    | „Po baram”             | Anna Asti                    | 2 457 198       | [ 148 ]      | „In the Dark”              | Purple Disco Machine, Sophie and the Giants                                                  | 45 076 / b.d.      | [ 149 ]        |
| 9 grudnia       | „Nocz sczastliwych nadeżd” | Larisa Dolina, Nikołaj Baskow, Dima Biłan, Julianna Karaulowa, Chór Akademii Igora Krutojego | 52 923          | [ 150 ]    | „The Story of Alisher” | Oxxxymiron                   | 2 815 436       | [ 151 ]      | „Nocz sczastliwych nadeżd” | Larisa Dolina, Nikołaj Baskow, Dima Biłan, Julianna Karaulowa, Chór Akademii Igora Krutojego | 52 923 / b.d.      | [ 152 ]        |
| 16 grudnia      | „Nocz sczastliwych nadeżd” | Larisa Dolina, Nikołaj Baskow, Dima Biłan, Julianna Karaulowa, Chór Akademii Igora Krutojego | 67 825          | [ 153 ]    | „The Story of Alisher” | Oxxxymiron                   | 3 769 477       | [ 154 ]      | „Nocz sczastliwych nadeżd” | Larisa Dolina, Nikołaj Baskow, Dima Biłan, Julianna Karaulowa, Chór Akademii Igora Krutojego | 67 825 / b.d.      | [ 155 ]        |
| 23 grudnia      | „Nocz sczastliwych nadeżd” | Larisa Dolina, Nikołaj Baskow, Dima Biłan, Julianna Karaulowa, Chór Akademii Igora Krutojego | 95 859          | [ 156 ]    | „Za dengi da”          | Instasamka                   | 3 597 630       | [ 157 ]      | „Nocz sczastliwych nadeżd” | Larisa Dolina, Nikołaj Baskow, Dima Biłan, Julianna Karaulowa, Chór Akademii Igora Krutojego | 95 859 / b.d.      | [ 158 ]        |
| 30 grudnia      | „Nocz sczastliwych nadeżd” | Larisa Dolina, Nikołaj Baskow, Dima Biłan, Julianna Karaulowa, Chór Akademii Igora Krutojego | 91 644          | [ 159 ]    | „Za dengi da”          | Instasamka                   | 4 355 856       | [ 160 ]      | „Nocz sczastliwych nadeżd” | Larisa Dolina, Nikołaj Baskow, Dima Biłan, Julianna Karaulowa, Chór Akademii Igora Krutojego | 91 644 / b.d.      | [ 161 ]        |